# Automne Pavia

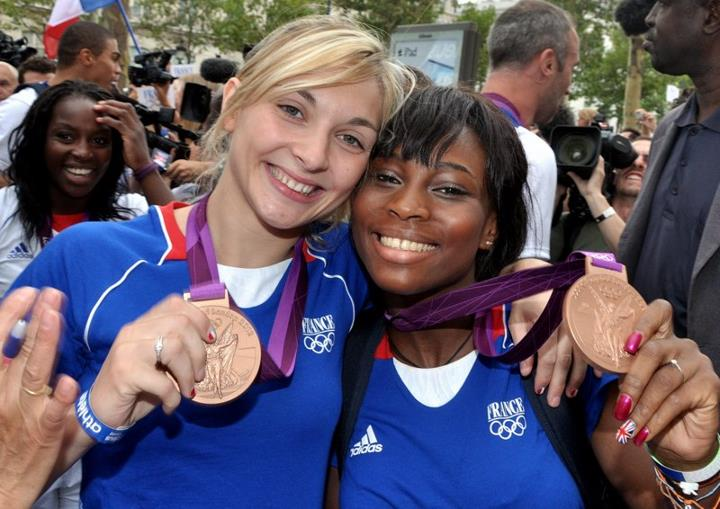
Automne Pavia (links) und Priscilla Gneto mit ihren olympischen Medaillen 2012

Automne Pavia (* 3. Januar 1989 in Péronne) ist eine französische Judoka. Sie gewann eine olympische Bronzemedaille und war dreimal Europameisterin.

## Sportliche Karriere
Die 1,71 m große Judoka startet im Leichtgewicht, der Gewichtsklasse bis 57 Kilogramm. 2006 gewann sie eine Bronzemedaille bei den U20-Europameisterschaften, ein Jahr später siegte sie. 2008 erreichte sie das Finale der U20-Weltmeisterschaften und gewann Silber hinter der Brasilianerin Rafaela Silva. 2009 und 2010 gewann Pavia den Titel bei den französischen Meisterschaften. 2011 siegte sie beim Grand-Slam-Turnier in Paris, bei den Europameisterschaften 2011 belegte sie den siebten Platz. Im Jahr darauf unterlag sie im Viertelfinale der Europameisterschaften 2012 der Griechin Ioulietta Boukouvala, nach zwei Siegen in der Hoffnungsrunde erhielt sie eine Bronzemedaille. Bei den Olympischen Spielen 2012 in London unterlag sie im Halbfinale der Japanerin Kaori Matsumoto, im Kampf um Bronze besiegte Pavia die Ungarin Hedvig Karakas. 
Bei den Europameisterschaften 2013 in Budapest bezwang sie Hedvig Karakas im Viertelfinale, die Portugiesin Telma Monteiro im Halbfinale und schließlich im Finale Sabrina Filzmoser aus Österreich. Vier Monate später verlor Pavia im Halbfinale der Weltmeisterschaften 2013 gegen Rafaela Silva, im Kampf um die Bronzemedaille unterlag sie der Deutschen Miryam Roper. Auf Roper traf Pavia auch im Finale der Europameisterschaften 2014 in Montpellier, diesmal siegte Pavia. Bei den Weltmeisterschaften 2014 unterlag die Französin im Halbfinale der Japanerin Nae Udaka, gewann aber im Kampf um Bronze gegen Rafaela Silva. Nach einem fünften Platz bei den Europameisterschaften 2015 verlor sie im Halbfinale der Weltmeisterschaften 2015 in Astana gegen Kaori Matsumoto, im Kampf um Bronze besiegte sie Marti Malloy aus den Vereinigten Staaten. Bei den Europameisterschaften 2016 gewann Pavia nach 2013 und 2014 ihren dritten Titel, diesmal bezwang sie im Finale die Bulgarin Iwelina Iliewa. Dreieinhalb Monate später schlug sie bei den Olympischen Spielen 2016 in Rio de Janeiro im Achtelfinale die Britin Nekoda Smythe-Davis. Im Viertelfinale unterlag sie Kaori Matsumoto und nach der Niederlage gegen Telma Monteiro in der Hoffnungsrunde belegte Automne Pavia den siebten Platz. 
Automne Pavia hat eine 2017 geborene Tochter mit dem britischen Judoka Ashley McKenzie. 2018 kehrte sie auf die Judomatte zurück und belegte beim Weltcup in Glasgow den zweiten Platz.